# Supercoppa dei Paesi Bassi 1995
La Supercoppa dei Paesi Bassi 1995 è stata la sesta edizione della Johan Cruijff Schaal.
Si è svolta il 16 agosto 1995 allo Stadio Olimpico di Amsterdam tra l'Ajax, vincitore della Eredivisie 1994-1995, e il Feyenoord, vincitore della KNVB beker 1994-1995.
A conquistare il titolo è stato l'Ajax che ha vinto per 2-1 dopo i tempi supplementari con rete di Ronald de Boer nei tempi regolamentari e golden goal su rigore di Patrick Kluivert.

## Partecipanti
| Squadre   | Qualificazione                       | Partecipazioni precedenti (il grassetto indica la vittoria) |
| --------- | ------------------------------------ | ----------------------------------------------------------- |
| Ajax      | Vincitore della Eredivisie 1994-1995 | 2 (1993, 1994)                                              |
| Feyenoord | Vincitore della KNVB beker 1994-1995 | 4 (1991, 1992, 1993, 1994)                                  |

## Tabellino
| Arbitro: | van der Ende |

|                                         |           |             |
| R. de Boer 25’ Kluivert 102’ (gg, rig.) | Marcatori | 27’ Larsson |

### Formazioni
| Ajax:          |    |                   |             |     |
|                |    |                   |             |     |
| P              | 1  | Edwin van der Sar |             |     |
| D              | 2  | Michael Reiziger  |             |     |
| D              | 5  | Arnold Scholten   | Ammonizione | 91’ |
| D              | 3  | Frank de Boer     |             |     |
| D              | 4  | Winston Bogarde   |             |     |
| C              | 11 | Marc Overmars     |             |     |
| C              | 6  | Ronald de Boer    | Ammonizione |     |
| C              | 8  | Edgar Davids      | Ammonizione |     |
| C              | 7  | Finidi George     |             |     |
| A              | 9  | Patrick Kluivert  |             |     |
| A              | 10 | Nwankwo Kanu      |             | 91’ |
| Sostituzioni:  |    |                   |             |     |
| C              | 14 | Nordin Wooter     |             | 91’ |
| A              | 15 | Martijn Reuser    |             | 91’ |
| Allenatore:    |    |                   |             |     |
| Louis van Gaal |    |                   |             |     |

| Feyenoord:         |    |                          |             |     |
|                    |    |                          |             |     |
| P                  | 1  | Ed de Goeij              |             |     |
| D                  | 2  | Clemens Zwijnenberg      |             |     |
| D                  | 3  | Ulrich van Gobbel        |             |     |
| D                  | 4  | Ronald Koeman            |             |     |
| D                  | 5  | Rob Maas                 |             |     |
| C                  | 9  | Giovanni van Bronckhorst |             | 88’ |
| C                  | 10 | Rob Witschge             | Ammonizione |     |
| C                  | 6  | Peter Bosz               | Ammonizione |     |
| C                  | 8  | Orlando Trustfull        | Ammonizione |     |
| C                  | 11 | Regi Blinker             |             |     |
| A                  | 7  | Henrik Larsson           |             | 91’ |
| Sostituzioni:      |    |                          |             |     |
| C                  | 14 | Aurelio Vidmar           |             | 88’ |
| D                  | 13 | Ruud Heus                | Ammonizione | 91’ |
| Allenatore:        |    |                          |             |     |
| Willem van Hanegem |    |                          |             |     |